# Càdlàg
Na matemática, uma função càdlàg (do francês "continue à droite, limite à gauche"), corlol (do inglês “continuous on (the) right, limit on (the) left”), ou càdlàe (continua à direita, limite à esquerda, tradução literal para português) é uma definida nos números reais (ou um sub-conjunto dos mesmos) que é, em qualquer localização, contínua à direita e com limite à esquerda. Funções cádlag são importantes no estudo de processos estocásticos que admitem (ou mesmo exigem) saltos, ao contrário do movimento browniano que se mantém em caminhos contínuos. O conjunto de funções cádlág num dado domínio é conhecido como o espaço de Skorokhod.
Dois termos relacionados são cáglád, do frânces "continue à gauche, limite à droite", ou càelàd (o oposto do cádlág, contínua à esquerda, limite à direita), e càllàl de "continue à l'un, limite à l’autre" (contínua de um lado e limite do outro), para uma função que permanece càdlàg ou càglàd a cada ponto do seu domínio.

## Definição

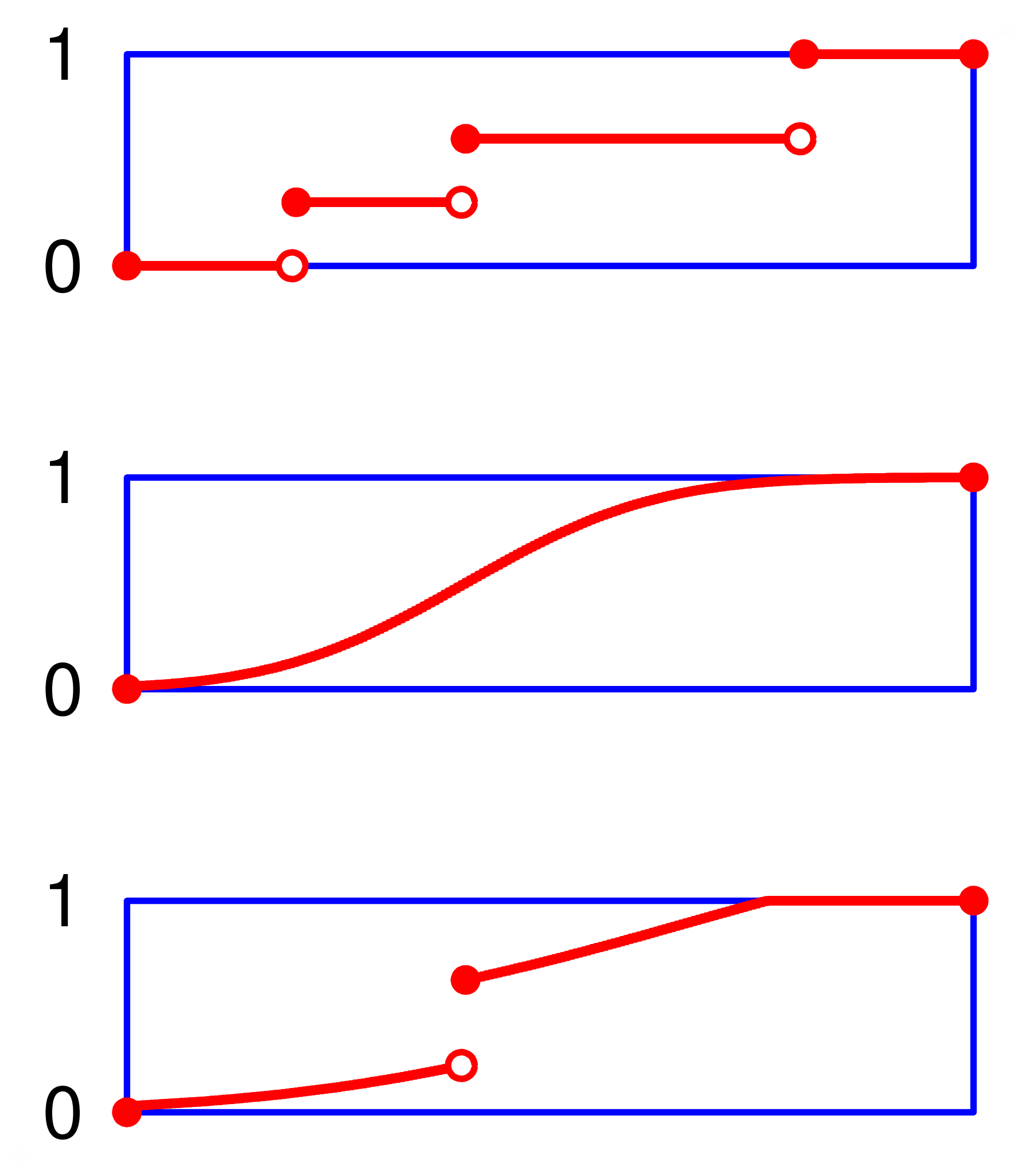
Função distribuição acumulada são exemplos de funções càdlàg.

Sendo (M, d) um espaço métrico, e E ⊆ R. Uma função é chamada de càdlàg se, por cada t ∈ E,
- O limite à esquerda ƒ(t−) := lims↑t ƒ(s) existe; e
- O limite à direita ƒ(t+) := lims↓t ƒ(s) existe e é igual a ƒ(t).

Isto é, ƒ é contínua à direita com os seus limites à esquerda.

## Exemplos
- Todas as funções contínuas são funções càdlàg.
- Como consequência da sua definição, todas as funções de distribuição cumuladas são funções càdlàg.
- A derivada à direita f+' de qualquer função convexa, f definido num intervalo aberto, é uma função càdlàg.

## Espaço Skorokhod
O conjunto de todas as funções de E a M é vulgarmente descrita como D(E; M) (ou simplesmente D) e é chamada espaço Skorokhod, cujo nome advém do matemático Ucrâniano Anatoliy Skorokhod. Ao espaço Skorokhod pode ser anexado uma topologia que intuitivamente permite mexer um pouco no espaço tempo (ao contrário da tradicional topologia da convergência uniforme que apenas nos permite mexer no espaço. Para simplicidade considere E = [0, T] e M = Rn.
Primeiro definimos um análogo do módulo de contínuidade, ϖ′ƒ(δ). Por cada F ⊆ E, temos
{\displaystyle w_{f}(F):=\sup _{s,t\in F}|f(s)-f(t)|}
e, por δ > 0, define-se o módulo càdlàg como
{\displaystyle \varpi '_{f}(\delta ):=\inf _{\Pi }\max _{1\leq i\leq k}w_{f}([t_{i-1},t_{i})),}
onde o ínfimo corre todas as partições Π = {0 = t0 < t1 < … < tk = T}, k ∈ N, com mini (ti − ti−1) > δ, Esta definição faz sentido para funções não càdlàg f (tal como o comum modulo de contínuidade faz sentido para funções discontínuas) e pode ser demonstrado que f é càdlàg se e somente se ϖ′ƒ(δ) → 0 como δ → 0.
Agora deixe-se Λ descrever todo o conjunto de funções estritamente crescentes, contínuas bijectivas de E a si mesmo (estes são os movimentos no tempo). Seja
{\displaystyle \|f\|:=\sup _{t\in E}|f(t)|}
note-se a norma uniforme em funções em E. Defini-se a métrica Skorokhod σ em D por
{\displaystyle \sigma (f,g):=\inf _{\lambda \in \Lambda }\max\{\|\lambda -I\|,\|f-g\circ \lambda \|\},}
onde I: E → E é a função identidade. Em termos de movimento intuitivo, ||λ − I|| mede a extensão do movimento no tempo, e ||ƒ − g○λ|| mede a extensão do movimento no espaço.
Pode ser mostrado que o a métrica Skorokhod é, de facto, métrica. A topologia Σ gerada por σ é chamada de topologia Skorokhod em D.

## Propriedades do espaço Skorokhod

### Generalização da topologia uniforme
O espaço C de funções contínuas em E é um subespaço topológico de D. A topologia Skorokhod relativizada a C  coincide com a topologia uniforme na mesma.

### Completude
Pode ser mostrado que, apesar de D não ser um espaço completo com respeito à métric de Skorokhod σ, existe uma métrica σ0 com respeito a que D é completo.

### Separabilidade
Com respeito a quer σ ou σ0, D é um espaço separável. Logo, um espaço Skorokhod é um Espaço poláco.

### Estreitamento no espaço Skorokhod
Por aplicação do teorema de Arzelà-Ascoli, podemos mostrar que uma sequência (μn)n=1,2,… de medida probabilistica no espaço Skorokhod D é estreita (sugerido do inglês, tigth) se e somente se as duas próximas condições são satisfeitas:
{\displaystyle \lim _{a\to \infty }\limsup _{n\to \infty }\mu _{n}{\big (}\{f\in D\;|\;\|f\|\geq a\}{\big )}=0,}
e
{\displaystyle \lim _{\delta \to 0}\limsup _{n\to \infty }\mu _{n}{\big (}\{f\in D\;|\;\varpi '_{f}(\delta )\geq \varepsilon \}{\big )}=0{\text{ for all }}\varepsilon >0.}

### Estrutura álgebrica e toplógica
Sobre a topologia de Skorokhod e pontual adição de funções, D não é um grupo topológico, tal como pode ser visto no exemplo seguinte:
Seja {\displaystyle E=[0,2)} o intervalo da unidade e {\displaystyle f_{n}=\chi _{[1/n,2)}\in D} uma sequência de funções características.
Apesar de {\displaystyle f_{n}\rightarrow \chi _{[1,2)}} na topologia Skorokhod, a sequência {\displaystyle f_{n}-\chi _{[1,2)}} não converge para 0.